# Herminia dictyogramma
Herminia dictyogramma là một loài bướm đêm trong họ Noctuidae.